# Брестовене
Брестовене е село в Североизточна България. То се намира в община Завет, област Разград.

## География
Селото се намира в Дунавската равнина на 216 м надморска височина. Релефът на селото е равнинен. Климатът е умерено-континентален, с 4 сезона.
Брестовене се намира югоизточно на 11 км от Кубрат, на 62 км от Русе; северозападно на 24 км от Исперих, на 84 км от Шумен, на 166 км от Варна; североизточно на 32 км от Разград и на 370 км от София.

## История и население
Турското име на селото е Караач – бряст. Населението на селото към 15 март 2012 г. по данни на ГРАО е 3544 (по постоянен адрес) и 2839 (по настоящ адрес). Селото е едно от най-големите села в Разградска област. През 1985 г. населението му е било около 5200 души, а най-многобройно е било през 1989 г. – около 5500 души. През 2001 г. населението е било 4078 души. Намалението на населението се дължи основно на демографските процеси – най-вече на емиграция към по-големите градове и към чужбина. При преброяването през 2011 година жителите на селото са 2687 души, от които 77% се определят като турци, 11% като българи и 6% като роми. Преди е имало и малък брой черкези, но поради стечение на обстоятелствата са се преселили да живеят по други земи. Повечето българи в селото са преселници от Тетевенския Балкан – селата Оселна, Ямна и Черни Вит. Има издадена книга за историята на Брестовене – Брестовене от древността до днес.
| Демографско развитие на Брестовене между 1985 и 2021 |      |      |      |      |
| 1985                                                 | 1989 | 2001 | 2011 | 2021 |
| 5200                                                 | 5500 | 4078 | 2687 | 2046 |

Село Брестовене е едно от малкото села в България, където младите се връщат и подпомагат за развитието на селото. Основен поминък на населението е земеделието – животновъдство и растениевъдство. Отглеждат се ЕРД, овце, кози, кокошки, най-вече за собствени нужди, а от растителните видове – царевица, пшеница, ечемик, слъчоглед, рапица, тютюн.

## Религии
Основни религии в селото са ислям и източно-православно християнство. Построени са 2 джамии и една църква, всички са действащи. Джамиите са Голяма (основана 1852 г.) и малка. Църквата се казва „Св. Троица“, основана е 1935.

## Забележителности
Най-красивото място сред природата в селото е областта Расовата. Почти от всички страни селото е обградено от гори, които оказват благоприятно влияние на климата в него.

## Обществени институции
Селото разполага с кметство, Основно училище „Христо Ботев“, читалище „Просвета“ (основано през 1919 г.), целодневна детска градина „Червената шапчица“, здравна служба, парк с дървета и пейки за отдих, две аптеки (едната от която е собственост на Веселин Марешки, книжарница, банкомат, към 15 кафемашини, разположени на различни места из селото, множество магазини за хранителни стоки, 2 железарски магазина, 4 – 5 кафенета, 2 клуба за билярд, 3 шивашки цеха, поща, фурна (не функционира), 3 магазина за дрехи и обувки, басейн (в окаяно състояние, не се поддържа), има и чешма „Лютата чешма“ – с два чучура, като от единия чучур тече горчива вода, денонощна бензиностанция, 3 големи водоема, мелница (частично функционира заради пожар, обхванал съществена част от нея), преди е имало целодневна детска ясла за деца от 1 до 3-год. възраст (разрушена), дърводелски цех, млекопреработвателно предприятие (мандра) „Маклер Комерс“, предприятие за производство на водно стъкло, 3 фирми за производство на алуминиева и PVC дограма, стадион (на който тренира местният футболен отбор), имало е и кино, но е превърнато в един от шивашките цехове на селото. Инфраструктурата на селото е в много добро състояние, като има кабелна телевизия Ареал КТ – Разград и 4 интернет доставчика.

## Редовни събития
Сборът на селото се провежда през почивните дни на първата седмица на месец юни (около 2 юни). В чест на празника на селото се организират концерти, турнир по футбол, конни състезания, борба, карнавал и др. Направен е основен ремонт на ОУ „Христо Ботев“ – като след приключването на ремонта на гости в селото бе тогавашният министър на труда и социалната политика Емилия Масларова.

## Спорт
Футболният отбор на селото се казва „Челси“ Брестовене и е именуван по вдъхновение от „Челси“ Лондон. Подвизава се в ОФГ Разград Изток и играе редовно.

## Личности
- Мехмет Сансаров (р. 1939)[8] – писател
- Мехмед Топчиев (поч. 21 юни 2009) – главен мюфтия на Главно мюфтийство в България от 1976 до 1988 г.